# Domaine Pinnacle
 (mai 2025).

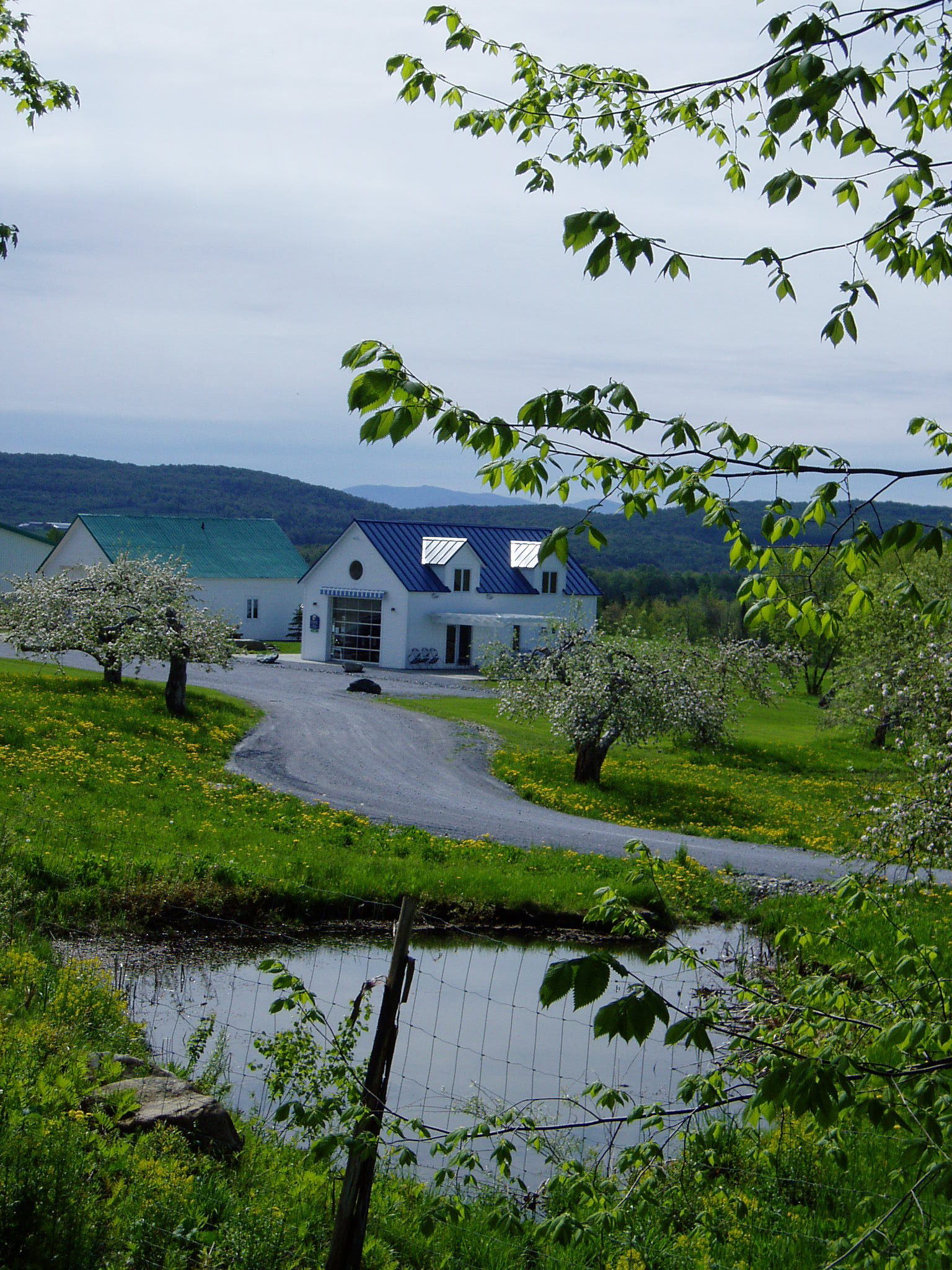
La boutique située au cœur du verger du Domaine Pinnacle.

Le Domaine Pinnacle est une entreprise québécoise fondée en 2000. Elle est spécialisée dans la fabrication du cidre de glace. 
Elle se composait d'un verger et d'une cidrerie familiale situés sur le versant sud du Pinacle en Montérégie (dans la région touristique des Cantons-de-l'Est), plus précisément, dans la municipalité de Frelighsburg,.
L'entreprise est une des plus importantes sur ce segment, et exporte sa production dans plus de 50 pays. Elle a reçu à ce titre un Prix d'excellence à l'exportation alimentaire du Québec en 2005. 

## Produits
- Cidre de Glace: Cidre de Glace Domaine Pinnacle, Cidre de Glace Pétillant Domaine Pinnacle, Cidre de Glace Signature Réserve Spéciale Domaine Pinnacle, Cidre de Glace Summit Selection Domaine Pinnacle, Cidre de Glace Summit Selection Pétillant Domaine Pinnacle, Domaine Pinnacle Reserve 1859, Cidre à l'Érable Coureur des Bois, Reflet d'Hiver
- Cidre Dur: Cidre Tranquille Verger Sud, Cidre Pétillant Verger Sud, Cidre Tranquille Origine, Cidre Pétillant Origine
- Crème: Crème de Pommes Domaine Pinnacle, Crème d'Érable Coureur des Bois, Crème d'Érable Cabot Trail
- Whisky Canadien: Whisky à l'Érable Coureur des Bois, Whisky à l'Érable Cabot Trail
- Eau de Vie: Pomme Emprisonnée
- Gin: Ungava
- Rhum: Rhum Épicé Chic Choc
- Vodka: Quartz
- Whisky: Canadian Shield

## Chronologie des produits
| Produit                                                    | Date de lancement |
| ---------------------------------------------------------- | ----------------- |
| Cidre de Glace Domaine Pinnacle                            | 2001              |
| Cidre de Glace Signature Réserve Spéciale Domaine Pinnacle | 2001              |
| Cidre de Glace Pétillant Domaine Pinnacle                  | 2004              |
| Cidre de Glace Summit Selection Domaine Pinnacle           | 2005              |
| Cidre de Glace Summit Selection Pétillant Domaine Pinnacle | 2005              |
| Crème de Pommes Domaine Pinnacle                           | 2007              |
| Réserve 1859 Domaine Pinnacle                              | 2008              |
| Cidre à l'Érable Coureur des Bois                          | 2010              |
| Crème à l'Érable Coureur des Bois                          | 2010              |
| Cidre Tranquille Verger Sud                                | 2010              |
| Cidre Pétillant Verger Sud                                 | 2010              |
| Gin Ungava                                                 | 2011              |
| Whisky à l'Érable Coureur des Bois                         | 2012              |
| Reflet d'Hiver                                             | 2012              |
| Rhum Épicé Chic Choc                                       | 2014              |
| Vodka Quartz                                               | 2014              |
| Cidre Tranquille Origine                                   | 2015              |
| Cidre Pétillant Origine                                    | 2015              |
| Whisky Canadian Shield                                     | 2016              |